# Milan Jira
Milan Jira (født 7. april 1935 i Prag, Tjekkiet - død 11. juli 2016) var en tjekkisk komponist, pianist og lærer.
Jira studerede klaver og komposition på Akademiet for Kultur og Musik hos Otto Hasi og Pavel Borkovec. Han har skrevet 7 symfonier, en sinfonietta, orkesterværker, kammermusik, klaverstykker, sceneværker filmmusik, vokalmusik etc. Jira har også skrevet populærmusik og optrådt med denne som sanger og pianist.

## Udvalgte værker
- 7 Symfonier - for orkester
- Sinfonietta - for orkester